# 140 (spel)
140 är ett plattformsspel utvecklat av Jeppe Carlsen, som tidigare medverkat i utvecklingen av spelet Limbo av Playdead. 140 har beskrivits som ett "minimalistiskt plattformsspel" och använder elektronisk musik för att skapa rytm när spelaren styr sin avatar, en figur som kan anta olika grundläggande geometriska former, genom olika nivåer i takt till musiken.
Spelupplägget har jämförts med andra spel som innehåller spelmoment som synkar med musiken, såsom Sound Shapes och Bit.Trip. De utmanande plattformselementen har liknats med de i Mega Man-spelen.
140 släpptes i oktober 2013. 

## Spelupplägg
Jeppe Carlsen har beskrivit 140 som "ett klassisk plattformsspel", där utmaningen ligger "i att synka dina rörelser och hopp till de musikstyrda elementen"; när spelaren fortskrider genom en nivå ändras musiken och speglar plattformarnas svårighetsgrad.
Spelaren kontrollerar en figur som ändrar form beroende på vad som händer och vilka rörelser den gör. Figuren blir en kvadrat när den står still, en cirkel när den rör sig och en triangel när den hoppar. Målet är att ta sig genom en tvådimensionell omgivning, som är uppbyggd av basala geometriska former, för att nå slutet på banan. Färger och ljussättning på nivåerna skiftar allt eftersom. Diverse hinder och fiender, även dessa geometriskt formade, sätter spelaren på prov. Faller figuren eller blir träffad av formerna, måste spelaren börja om vid den senast passerade checkpointen. Flera av dessa fiender och hinder rör sig rytmiskt och hjälper på så sätt spelaren på grund av att plattformarna dyker upp och försvinner i takt, samtidigt som fienderna skjuter beroende på hur musiken låter.

## Utveckling

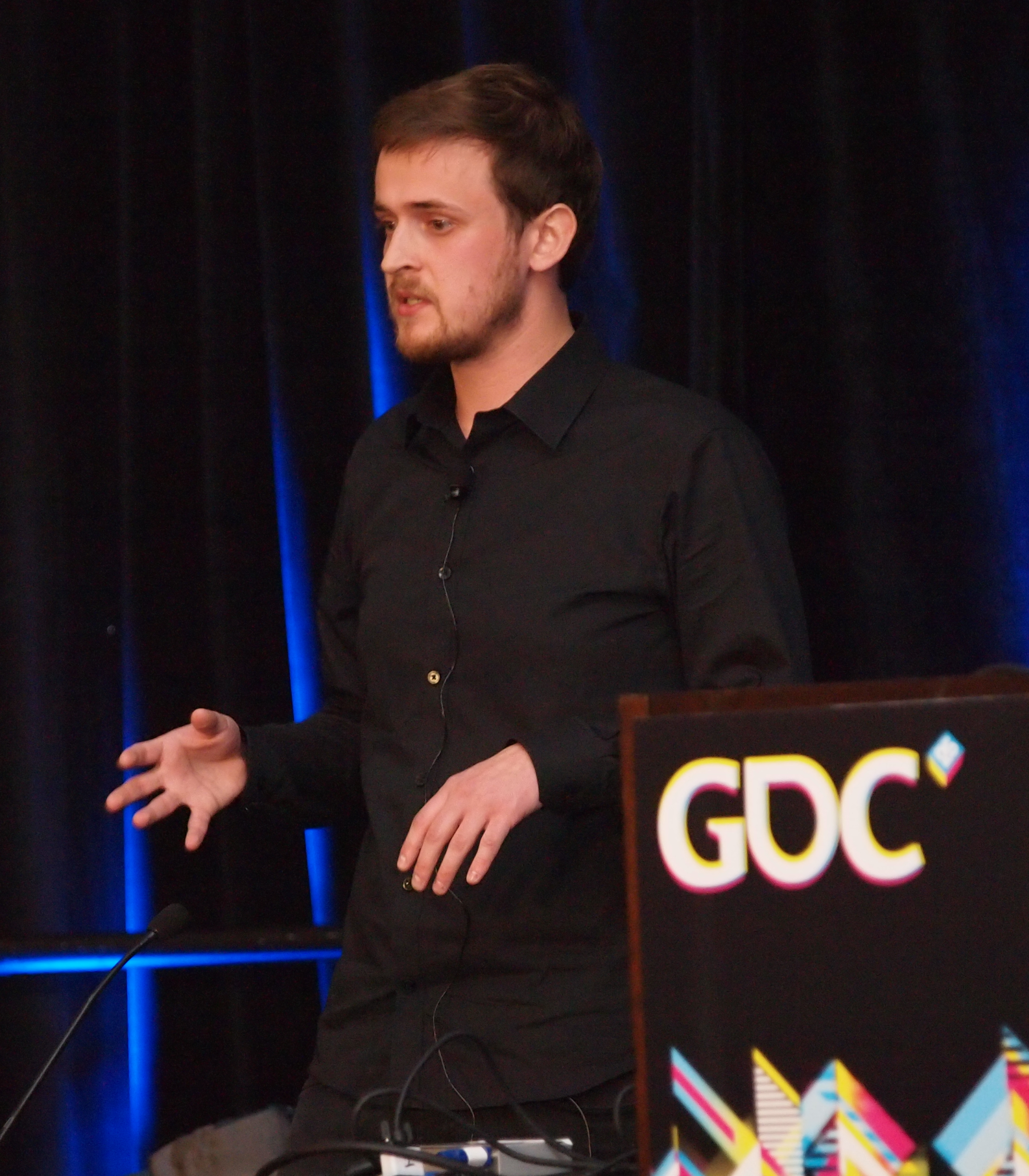
Jeppe Carlsen på Game Developers Conference 2011

140 var ett projekt som Carlsen utvecklade i sina lediga stunder på Playdead. Den ursprungliga idén växte fram ur Carlsens försök att göra ett klassisk plattformsspel, jämförbart med Mega Man, som skulle innehålla bollkastning. Bollen var tänkt att färdas i raka linjer och studsa på väggar för att därigenom trigga effekter. Carlsen använde också projektet för att lära sig mer om spelmotorn Unity.
När han började tägga till samplingar av ljud i spelet, fann han ett intressant samband mellan de vanliga plattformselementen och musiken, där banan "dansade till musiken", som gjorde att han ändrade spelet till dess slutliga form. Carlsen hade jobbat med spelet i ungefär två år och värvade Jakob Schmid, en vän från högskolan och medarbetare på Playdead, som skapade all musik och ljud till spelet, samt Niels Fyrst och Andreas Peiterson som stod för designen.

## Mottagande
140 vann kategorin "Excellence in Audio" under Independent Games Festival 2013, och erhöll ett hedersomnämnande i kategorin "Technical Excellence".
Speltidningen Edge tyckte att 140 inledningsvis stod i skarp kontrast till Carlsens tidigare bidrag i Limbo, men när spelaren kommer längre kan desto fler paralleller dras mellan spelens mekanismer, pussel och spelsituationer. Ryan Cartmel på webbsajten Hardcore Gamer gav spelet 4/5, och kallade det "spelminimalism gjort på rätt sätt." Derrick Sanskrit på The A.V. Club beskrev 140 som "ett taktfast och smart spel med precisa tajmningar och hopp" och lovordade dess minimalistiska struktur som möjliggör för spelaren att fokusera på rytmen och spelandet.